# Klaus-Henning Krause
Klaus-Henning Krause (* 1947 in Rödingen, Kreis Jülich) ist ein  deutscher Facharzt für Neurologie, Professor und Autor.

## Leben
Klaus-Henning Krause studierte von 1966 bis 1971 Medizin in Bonn, Wien und Aachen. 1971 promovierte er zum Dr. med. Ab 1972 war er an der Neurologischen Universitätsklinik Heidelberg tätig, zuletzt als Leiter der Ambulanz und des EMG-Labors. 1979 wurde Krause zum Facharzt für Neurologie ernannt. 1983 habilitierte er mit der Schrift Biotin-Erniedrigung unter antiepileptischer Behandlung im Fach Neurologie. Von 1988 bis 2012 war er Leiter der Ambulanz des Friedrich-Baur-Instituts der Ludwig-Maximilians-Universität München. Danach war er als Neurologe in einem medizinischen Versorgungszentrum in Neubiberg tätig.
Klaus-Henning Krause ist verheiratet mit Johanna Krause, mit der er gemeinsam das Standardwerk ADHS im Erwachsenenalter über die Aufmerksamkeitsdefizit-/Hyperaktivitätsstörung bei Erwachsenen verfasst hat.

## Veröffentlichungen
(Auswahl)
- Die Heidelberger Antiepileptika-Studie. Forschungsbericht über eine DFG-Studie zur chronischen Toxizität von Antiepileptika (= Hochschulsammlung Medizin: Neurologie und Psychiatrie. Bd. 2). Hochschulverlag, Freiburg im Breisgau 1987, ISBN 3-8107-2223-5.
- Nebenwirkungen von Antiepileptika bei Langzeitmedikation. Eine klinisch-statistische Studie (= Schriftenreihe Neurologie. Bd. 28). Springer, Heidelberg u. a. 1988, ISBN 3-540-18510-0.
- mit Bernhard J. Steinhoff: Nebenwirkungen von Antiepileptika. Blackwell Wissenschafts-Verlag, Berlin/Wien 1997, ISBN 3-89412-326-5.
- mit Johanna Krause: ADHS im Erwachsenenalter. 4., vollst. akt. und erw. Aufl. Schattauer, Stuttgart 2014, ISBN 978-3-7945-2782-3.